# Eugene Schuyler

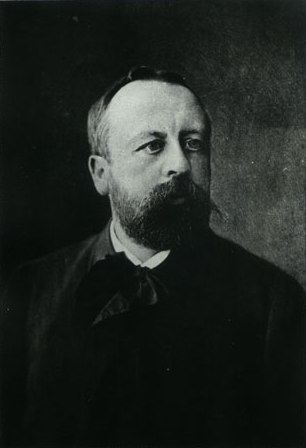
Eugene Schuyler

Eugene Schuyler (Ithaca (New York), 26 februari 1840 – Venetië (Italië), 16 juli 1890) was een Amerikaanse wetenschapper, ontdekkingsreiziger en diplomaat.

## Levensloop
Schuyler werd geboren in een beroemd New Yorks geslacht. Zijn vader was apotheker en later minister van Financiën van de staat New York. Op vijftienjarige leeftijd studeerde de jonge Schuyler aan de Yale-universiteit. In 1861 behaalde hij een Ph.D.S.. Samen met twee andere studenten was hij de eerste die die titel behaalde aan een Amerikaanse universiteit. Vervolgens studeerde hij rechten en opende in 1863 een eigen advocatenpraktijk in New York. Het werk had niet zijn interesse. In plaats daarvan begon hij artikelen te schrijven voor het blad The Nation.
In de herfst van 1863 ontmoette Schuyler een aantal Russische zeeofficieren en dat inspireerde hem om Russisch te lezen. Hij leerde genoeg Russisch om de roman Vaders en zonen van Ivan Toergenjev in het Engels te vertalen. Schuyler leerde ook Fins en vertaalde het epos Kalevala in het Engels. In 1864 solliciteerde hij voor een diplomatiek positie bij het Amerikaanse ministerie van Buitenlandse Zaken. Drie jaar later kreeg hij een benoeming bij het Amerikaanse consulaat in Moskou, op dat moment de tweede stad van Rusland.
Op zijn weg naar Rusland had hij een ontmoeting met Turgenev in Baden-Baden. Deze gaf hem een introductiebrief mee voor Leo Tolstoj. In de lente van 1868 maakte Schuyler zijn eerste reis naar Centraal-Azië. Per stoomboot reisde hij de Wolga af naar Samara en vervolgens per rijtuig naar Orenburg, op dat moment een belangrijke legerplaats. De Russen hadden net het Kanaat Buchara veroverd en rukten op naar Samarkand. In datzelfde jaar was de Amerikaanse diplomaat een week te gast bij Tolstoj in Jasnaja Poljana. Hij hielp hem bij het ordenen van diens bibliotheek en samen gingen ze jagen. Schuyler kreeg toestemming om Tolstojs roman De Kozakken naar het Engels te vertalen.
Een jaar later moest Schuyler plaats maken in Moskou voor een politieke benoeming van president Ulysses Grant. Hij slaagde erin om consul te worden de havenstad Reval, het hedendaagse Tallinn. In november 1869 benoemde Grant Andrew Gregg Curtin, een voormalig gouverneur van Pennsylvania, maar met geen enkele kennis over Rusland, als nieuwe ambassadeur. Hij was onder de indruk van Schuylers kennis en benoemde hem als secretaris op de ambassade in Sint-Petersburg.
Schuyler begon aan het schrijven van een biografie over Peter de Grote en was in 1873 een van de eerste buitenlanders die uitgenodigd werd voor een bezoek aan de nieuwe Russische veroveringen in Centraal-Azië. Samen met de Amerikaanse journalist Januarius MacGahan reisde hij naar Saratov, vervolgens naar Orenburg, Kazalinsk en daarna Fort Perovskii (tegenwoordig bekend onder de naam Qızılorda). Daar scheidden de wegen van beide Amerikanen en reisde Schuyler verder via Tashkent in het hedendaagse Oezbekistan, en daarna Samarkand, Bukhara en Kokand. Via Siberië keerde hij naar Sint-Petersburg terug. Bij vertrek had hij gezegd slechts drie maanden weg te zullen zijn, maar zijn reis duurde uiteindelijk acht maanden. Hij bracht wel een schat aan nieuwe geografische informatie terug.
Over zijn ervaringen publiceerde Schuyler een uitgebreid verslag voor de National Geographic Society en een geheim verslag voor het Amerikaanse ministerie van Buitenlandse Zaken. Dat vertrouwelijke verslag kwam naar buiten, werd naar het Russisch vertaald en verscheen in de Russische pers. In zijn verslag was hij zeer kritisch geweest over de behandeling van de Tataren door de Russische generaal Konstantin Petrovich Von Kaufman. In het algemeen was hij echter wel positief over de Russische aanwezigheid in Centraal-Azië. In 1876 publiceerde hij het uit twee delen bestaande boek Turkistan over zijn reizen. Als het eerste moderne reisverslag over de regio dienden Schuylers boeken als belangrijke informatiebron over het leven van de volken in Centraal-Azië.
Schuyler verliet Rusland in 1876. Hij wilde ambassadeur worden in Turkije, maar door wederom een politieke benoeming ging die plek aan zijn neus voorbij. Hij kreeg de positie van consul-generaal, de tweede man op de Amerikaanse ambassade in Constantinopel. Hij arriveerde daar in juli 1876. Twee maanden eerder had er in Bulgarije een opstand plaatsgevonden tegen de Ottomaanse overheersers. Het Ottomaanse leger zou vervolgens een bloedbad hebben veroorzaakt onder de Bulgaren. Onder andere de Amerikaanse ambassade stelde een onderzoek in en Schuyler werd belast met die taak. Zijn vriend MacGahan was ook in Constantinopel en samen reisden zij naar Bulgarije. Schuyler kwam na drie weken tot de conclusie dat er minsten vijftienduizend doden door Turks toedoen waren gevallen. Zijn rapport, samen met de krantenartikelen MacGahan in de Britse kranten zorgde voor veel afkeer tegen Turkije. Toen Rusland Turkije met oorlog dreigde liet de Britse regering weten dat zij vanwege de negatieve publieke opinie richting Turkije haar niet te hulp zou komen. Rusland viel uiteindelijk Bulgarije binnen en zo kwam er in 1878 een einde aan het Ottomaanse bewind aldaar.
De Turkse regering was niet blij met Schuyler en de Amerikanen riepen hem uiteindelijk terug. Hij werd in 1878 voor korte tijd benoemd als consul in het Engelse Birmingham. In augustus 1879 werd hij benoemd tot consul-generaal in Rome. Daar rondde hij zijn biografie van Peter de Grote af en begon aan een nieuwe biografie, ditmaal van Catharina de Grote. Weer een jaar later benoemde de Amerikaanse regering hem tot zaakgelastigde in Boekarest, in aanloop naar de Amerikaanse erkenning van Servië en Roemenië. In juli 1882 werd hij benoemd tot de eerste Amerikaanse ambassadeur naar Servië, Roemenië en Griekenland. Zijn standplaats was Athene. In juli 1884 besloot het Congres al deze posten vanwege bezuinigingen op te heffen.
Zo kwam er tijdelijk een einde aan zijn diplomatieke carrière. Schuyler keerde terug naar de Verenigde Staten en doceerde aan de Johns Hopkins-universiteit en de Cornell-universiteit. In 1886 verscheen het boek American Diplomacy and the Furtherance of Commerce. President Benjamin Harrison droeg hem in 1889 voor als onderminister van Buitenlandse Zaken, maar de Senaat wees de voordracht af. In plaats daarvan werd hij benoemd als consul-generaal in het Egyptische Caïro. Daar liep hij malaria en overleed daar aan in het Italiaanse Venetië.